# Marguerita de Sassenage
Marguerite de Sassenage (1424–1470) byla francouzská šlechtična. Byla milenkou francouzského krále Ludvíka XI. před jeho nástupem na královský trůn. S Ludvíkem XI. měla tři dcery. Všechny 3 byly králem legitimizovány.